# Battaglia di Devina
La battaglia di Devina (in bulgaro: Битката при Девина, Bitkata pri Devina) fu combattuta il 17 luglio del 1279 vicino a Devina, nell'attuale Bulgaria, nella regione di Varna, questo scontro fu tra bizantini e bulgari, e l'esito finale della battaglia sarà la vittoria dei bulgari e la sconfitta dei bizantini.

## La battaglia
Ivailo di Bulgaria attaccò l'esercito bizantino per contrastare il suo rivale al trono Ivan Asen III di Bulgaria, che era filobizantino. Ivailo fu presente sul campo di battaglia, e i bizantini furono sconfitti anche se il loro esercito era molto più grande. Dopo la vittoria di Devina, Ivan Asen III fu costretto ad allontanarsi da Tărnovo, che era la capitale bulgara, e nel 1280 fu costretto ad abdicare.